# IC 3607
IC 3607 је елиптична галаксија у сазвјежђу Дјевица која се налази на листи објеката дубоког неба у Индекс каталогу.
Деклинација објекта је + 10° 22' 34" а ректасцензија 12h 38m 32,1s. Привидна величина (магнитуда) објекта IC 3607 износи 15,4 а фотографска магнитуда 16,4. IC 3607 је још познат и под ознакама VCC 1762, PGC 42248.